# Католицизм в Шотландии
Католицизм в Шотландии  или   Римско-Католическая Церковь в Шотландии  (гэльск.  Eaglais Chaitligeach) – часть всемирной Римско-Католической Церкви, находящаяся в Шотландии, Великобритания.

## История
Первые христиане стали появляться в южной части Шотландии в начале второго века. В конце четвертого века в Шотландию прибыл первый католический епископ святой Ниниан. Около 397 года он построил первый католический храм в Шотландии, который стал центром его проповеднической деятельности на территории Шотландии. В 563 году на британские острова прибыл ирландский монах Колумба с группой товарищей. Колумба поселился на острове Айона и основал там монастырь, ставший центром распространения католицизма в Шотландии. Этот монастырь сыграл важную роль в обращении в христианство пиктов – древних жителей Шотландии. В последующие годы монахи с острова Айона строили многочисленные монастыри на  территории Шотландии, Англии и континентальной Европы, в том числе такие важные как монастырь в Линдисфарне (основатель монастыря – святой Святой Айдан). Монахи с острова Айона также обратили в христианство жителей Оркнейских и Шетландских островов. 
Католицизм широко распространялся в Шотландии на протяжении шестого и седьмого веков. Это время характеризуется отношениями местной католической общины с Римом. Шотландская церковь, взявшая своё начало от ирландцев, отличалась от остального западного христианства своей литургической традицией.  Отличия унифицировались с Римом после литургической реформы в XI веке. Однако, эти отличия сохранились в народной памяти, что в дальнейшем сказалось на разрыве с Римом. 
В начале XVI века после Реформации в Англии, местная церковь также разорвала отношения с Римом, приняв кальвинизм. В 1560 году Римско-Католическая Церковь была объявлена вне закона. Представители католицизма жестоко преследовались государственной властью. Были запрещены богослужения, священники были вынуждены служить мессу в подпольных условиях. Тем не менее, многие шотландцы остались верны католицизму. Принадлежность к католической церкви для многих шотландцев являлась одним из элементов национальной самоидентификации, благодаря чему удалось сохранить католицизм в Шотландии во время английской Реформации.  Шотландские католики в то время проживали небольшой полосой от северно-восточного побережья до западных островов.  В это время среди шотландцев в период гонений на католицизм стали появляться мученики, погибшие за исповедание своей веры (Джон Огилви (1579 – 1615)).     
В 1793 году в Великобритании вышел закон, разрешавший католикам исправлять свои богослужения. В начале понтификата Римского папы Льва XIII в 1878 году в Шотландии была восстановлена католическая иерархия.  В XIX веке, благодаря массовой иммиграции ирландцев в Шотландию, Римско-Католическая Церковь значительно увеличила число своих прихожан.

## Современное состояние
Согласно переписи 2001 года 16 % населения Шотландии причисляет себя к католикам. Многие католики в Шотландии являются иммигрантами из Ирландии. Значительное число католиков также составляют иммигранты из Италии, Литвы и Польши.  Благодаря иммиграции с континентальной Европы число католиков в Шотландии сегодня составляет около 850 тысяч человек.  В настоящее время в Шотландии действуют 2 архиепархии, 6 епархий, украинский Апостольский викариат и один военный ординат.